# Serjania simulata
Serjania simulata är en kinesträdsväxtart som beskrevs av Britton & P. Wilson och Brother Alain. Serjania simulata ingår i släktet Serjania och familjen kinesträdsväxter. Inga underarter finns listade i Catalogue of Life.